# Liste der Alben in den Billboard-Charts (1948)
Die Liste der Billboard-Alben (1948) ist eine vollständige Liste der Alben, die sich im Kalenderjahr 1948 platzieren konnten. Die über das Jahr ermittelten Top 5 (ab dem 14. August 1948 Top 10) setzten sich aus den Verkaufszahlen von 4.970 Vertriebsläden im Gesamtgebiet der Vereinigten Staaten zusammen. In diesem Jahr platzierten sich insgesamt 53 Alben.

## Tabelle
| Interpret                                                                                | Titel                                                                  | Charteinstieg | Wochen | BP | Genre Stil                                           | Info |
| ---------------------------------------------------------------------------------------- | ---------------------------------------------------------------------- | ------------- | ------ | -- | ---------------------------------------------------- | --- |
| June Allyson & Peter Lawford with Lennie Hayton the MGM Studio Orchestra & Chorus        | Good News Victor P-199                                                 | 31.01.1948    | 14     | 2  | Stage & Screen Soundtrack, Musical                   | Soundtrack zur MGM-Verfilmung von Charles Walters.                                                                                         |
| Eddy Arnold & his Tennessee Plowboys                                                     | All Time Hits from the Hills Victor P-195                              | 17.01.1948    | 1      | 5  | Folk, World & Country Country                        | |
| Charles Baum & his Orchestra                                                             | Songs of Our Times - Song Hits of 1933 Decca A-1933                    | 21.08.1948    | 1      | 8  | Jazz, Pop, Stage & Screen Easy Listening             | |
| Charles Baum & his Orchestra                                                             | Songs of Our Times - Song Hits of 1940 Decca A-1940                    | 21.08.1948    | 2      | 8  | Jazz, Pop                                            | |
| Ray Benson & his Orchestra                                                               | Songs of Our Times - Song Hits of 1918 Decca A-1918                    | 04.09.1948    | 2      | 6  | Jazz                                                 | |
| Nat Brandwynne & his Orchestra                                                           | Songs of Our Times - Song Hits of 1935 Decca A-1935                    | 10.07.1948    | 4      | 5  | Jazz, Pop Easy Listening                             | |
| Frankie Carle & his Orchestra with Rhythm Section                                        | Carle Comes Calling Columbia C-129                                     | 10.01.1948    | 3      | 2  | Jazz, Stage & Screen Soundtrack                      | |
| Frankie Carle with Rhythm Section                                                        | Roses in Rhythm Columbia C-174                                         | 20.11.1948    | 6      | 3  | Jazz Instrumental                                    | |
| Carmen Cavallaro                                                                         | Songs of Our Times - Song Hits of 1921 Decca A-1921                    | 21.08.1948    | 3      | 7  | Pop                                                  | |
| Carmen Cavallaro                                                                         | Songs of Our Times - Song Hits of 1932 Decca A-1932                    | 15.05.1948    | 25     | 1  | Jazz, Pop, Stage & Screen Easy Listening             | |
| Perry Como                                                                               | A Sentimental Date with Perry Victor P-187                             | 14.02.1948    | 10     | 1  | Pop, Folk, World & Country, Stage & Screen Ballad    | |
| Perry Como                                                                               | Perry Como Sings Merry Christmas Music Victor P-161                    | 27.12.1947    | 5      | 2  | Pop Vocal                                            | |
| Bing Crosby                                                                              | Merry Christmas Decca A-403                                            | 27.12.1947    | 10     | 1  | Jazz, Pop Vocal                                      | |
| Bing Crosby                                                                              | St. Patrick’s Day Decca A-495                                          | 28.02.1948    | 5      | 1  | Pop Vocal                                            | |
| Bing Crosby                                                                              | St. Valentine's Day Decca A-621                                        | 21.02.1948    | 1      | 3  | Pop Vocal                                            | |
| Bing Crosby                                                                              | Stardust Decca A-678                                                   | 13.11.1948    | 1      | 10 | Pop Vocal                                            | |
| Bing Crosby                                                                              | The Emperor Waltz Decca A-620                                          | 17.07.1948    | 14     | 2  | Pop, Stage & Screen Vocal, Score                     | |
| Dennis Day                                                                               | My Wild Irish Rose Victor P-191                                        | 27.03.1948    | 1      | 4  | Pop, Stage & Screen Musical, Vocal                   | |
| Tommy Dorsey & his Clambake Seven                                                        | Tommy Dorsey's Clambake Seven Victor P-220                             | 09.10.1948    | 8      | 3  | Jazz Swing                                           | Neuveröffentlichung des Originalalbums von 1935 im Rahmen der Serie Swing Classic                                                          |
| Marlene Fingerle & Arthur Schutt                                                         | Songs of Our Times - Song Hits of 1926 Decca A-1926                    | 19.06.1948    | 1      | 5  | Classical                                            | |
| Marlene Fingerle & Arthur Schutt                                                         | Songs of Our Times - Song Hits of 1929 Decca A-1929                    | 22.05.1948    | 6      | 4  | Classical                                            | |
| Basil Fomeen & his Orchestra                                                             | Songs of Our Times - Song Hits of 1928 Decca A-1928                    | 29.05.1948    | 4      | 5  | Jazz, Pop Easy Listening                             | |
| Jan Garber & his Orchestra                                                               | College Medleys Capitol CC-95                                          | 16.10.1948    | 6      | 2  | Jazz Big Band                                        | |
| Bob Grant & his Orchestra                                                                | Songs of Our Times - Song Hits of 1917 Decca A-1917                    | 04.09.1948    | 1      | 9  | Jazz Easy Listening                                  | |
| Bob Grant & his Orchestra                                                                | Songs of Our Times - Song Hits of 1922 Decca A-1922                    | 28.08.1948    | 1      | 7  | Jazz, Pop, Stage & Screen Easy Listening, Vocal      | |
| Bob Grant & his Orchestra                                                                | Songs of Our Times - Song Hits of 1927 Decca A-1927                    | 05.06.1948    | 9      | 5  | Jazz, Pop Big Band                                   | |
| Bob Grant & his Orchestra                                                                | Songs of Our Times - Song Hits of 1934 Decca A-1934                    | 05.06.1948    | 3      | 3  | Jazz, Pop Easy Listening, Vocal, Swing               | |
| Bob Grant & his Orchestra                                                                | Songs of Our Times - Song Hits of 1938 Decca A-1938                    | 30.10.1948    | 1      | 10 | Jazz, Pop                                            | |
| Ken Griffin                                                                              | Christmas Music Broadcast G-500                                        | 11.12.1948    | 3      | 4  | Pop, Folk, World & Country                           | |
| Ken Griffin                                                                              | The Wizard of the Organ Rondo R-1007                                   | 14.08.1948    | 4      | 4  | Pop, Folk, World & Country                           | |
| Phil Harris & his Orchestra                                                              | On the Record Victor P-199                                             | 03.04.1948    | 1      | 5  | Pop Novelty, Vocal                                   | |
| Al Jolson                                                                                | Souvenir Album Decca A-575                                             | 27.12.1947    | 10     | 1  | Jazz, Pop Vocal                                      | |
| Al Jolson                                                                                | The Jolson Story Decca A-469                                           | 03.01.1948    | 14     | 2  | Jazz, Pop, Stage & Screen Vocal                      | |
| Al Jolson                                                                                | Volume Three Decca A-649                                               | 10.07.1948    | 21     | 1  | Pop Vocal                                            | |
| Stan Kenton & his Orchestra                                                              | A Presentation of Progressive Jazz Capitol CC-79                       | 29.05.1948    | 27     | 1  | Jazz Big Band                                        | |
| The King Cole Trio                                                                       | The King Cole Trio, Volume 3 Capitol CC-59                             | 24.01.1948    | 2      | 4  | Jazz, Pop Vocal                                      | |
| Peggy Lee                                                                                | Rendezvous with Peggy Lee Capitol CC-72                                | 24.04.1948    | 8      | 2  | Jazz, Pop Vocal                                      | |
| Guy Lombardo & his Royal Canadians                                                       | The Twin Pianos Decca A-512                                            | 13.11.1948    | 1      | 10 | Jazz Big Band                                        | |
| Nellie Lutcher                                                                           | Nellie Lutcher Capitol CC-70                                           | 03.04.1948    | 6      | 4  | Jazz                                                 | |
| Glenn Miller & his Orchestra                                                             | An Album of Outstanding Arrangements Victor P-148                      | 14.08.1948    | 18     | 2  | Jazz, Pop Big Band                                   | |
| Glenn Miller & his Orchestra                                                             | Glenn Miller Masterpieces Victor P-189                                 | 10.01.1948    | 21     | 1  | Jazz                                                 | |
| Vaughn Monroe & his Orchestra                                                            | Down Memory Lane Victor P-202                                          | 03.04.1948    | 16     | 1  | Jazz, Pop                                            | |
| Norman Granz' Jatzz at the Philharmonic                                                  | Norman Granz' Jazz at the Philharmonic - Volume 8 Mercury 11 000-02    | 20.11.1948    | 4      | 7  | Jazz Swing, Bop, Instrumental                        | |
| André Previn                                                                             | André Previn at the Piano Victor P-214                                 | 28.08.1948    | 6      | 6  | Jazz, Pop. Stage & Screen Score, Musical             | |
| Richard Rodgers & Oscar Hammerstein II feat. Members of the Original New York Production | Oklahoma! - Selections from the Theatre Guild Musical Play Decca A-359 | 14.08.1948    | 2      | 8  | Stage & Screen Musical                               | |
| Dorothy Shay                                                                             | Comin' Round the Mountain Columbia C-119                               | 18.12.1948    | 2      | 6  | Pop Vocal                                            | |
| Dorothy Shay                                                                             | The Park Avenue Hillbillie Goes to Town Columbia C-155                 | 27.12.1947    | 7      | 1  | Jazz Big Band                                        | |
| Dorothy Shay                                                                             | The Park Avenue Hillbillie Sings Columbia C-119                        | 03.01.1948    | 3      | 3  | Jazz, Pop Big Band, Vocal                            | |
| Phil Spitalny & the Hour of Charm All-Girl Orchestra                                     | Christmas Carols Charm No. 1                                           | 18.12.1948    | 2      | 5  | Pop, Classical Novelty, Choral                       | |
| Swing and Sway with Sammy Kaye                                                           | Dusty Manuscripts Victor P-228                                         | 20.11.1948    | 6      | 3  | Jazz Easy Listening, Swing                           | Box-Set, Veröffentlichung im Rahmen der Serie Musical Smart Set                                                                            |
| The Three Suns                                                                           | Busy Fingers Victor P-206                                              | 17.04.1948    | 24     | 1  | Jazz, Pop Easy Listening                             | |
| Various Artists                                                                          | Theme Songs Victor P-217                                               | 04.09.1948    | 16     | 1  | Jazz, Pop, Classical, Stage & Screen Theme, Big Band | Compilation mit Werken von Tommy Dorsey, Tex Beneke, Freddy Martin, Vaughn Monroe, Wayne King, The Three Suns, Sammy Kaye und Larry Green. |
| Fred Waring & his Pennsylvanians                                                         | Twas the Night Before Christmas Decca A-480                            | 27.12.1947    | 6      | 2  | Classical, Children’s, Folk, World & Country         | |